# اعتقال يسوع
كان اعتقال يسوع حدثًا محوريًا في المسيحية تم تسجيله في الأناجيل الكنسية . تم القبض على يسوع، وهو واعظ يعتقد المسيحيون أنه ابن الله، على أيدي حراس معبد السنهدرين في حديقة جثسيماني . لقد حدث ذلك بعد فترة قصيرة من العشاء الأخير (الذي ألقى خلاله يسوع عظة أخيرة ) ، وبعد قبلة يهوذا مباشرة، والتي قيل تقليديا أنها كانت بمثابة خيانة لأن يهوذا أبرم صفقة مع رؤساء الكهنة للقبض على يسوع. أدى هذا الحدث في نهاية المطاف، في حسابات الإنجيل، إلى صلب يسوع . 
وأدى الاعتقال على الفور إلى محاكمته أمام السنهدرين، حيث حكموا عليه بالإعدام وسلموه إلى بيلاطس في الصباح التالي.  في اللاهوت المسيحي ، يشار إلى الأحداث من العشاء الأخير حتى صلب وقيام يسوع آلام المسيح.

## سرد الكتاب المقدس

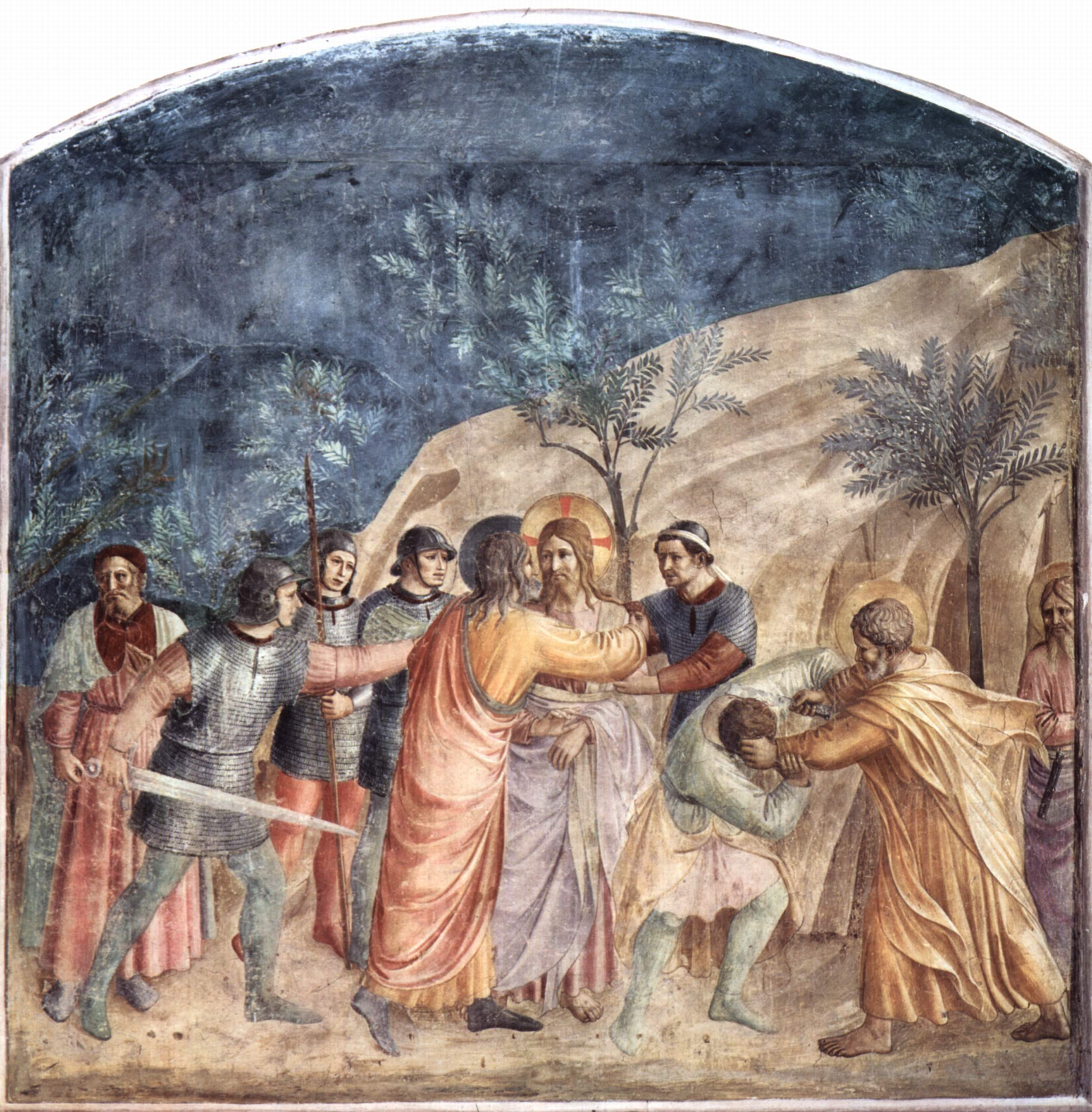
القبض على المسيح من قبل فرا أنجليكو ، ج. 1440 ، التي تصور يهوذا وبيتر، وقطع الأذن من Malchus ، خادم كاياباس.

وفقًا للأناجيل الكنسيّة، بعد العشاء الأخير، ذهب يسوع وتلاميذه إلى جثسيماني ، وهي حديقة تقع على حافة وادي كدرون، ويعتقد العلماء أنها ربما كانت بستان زيتون. بمجرد وصوله، يوصف بأنه يغادر المجموعة حتى يتمكن من الصلاة على انفراد.  

## معرض الصور

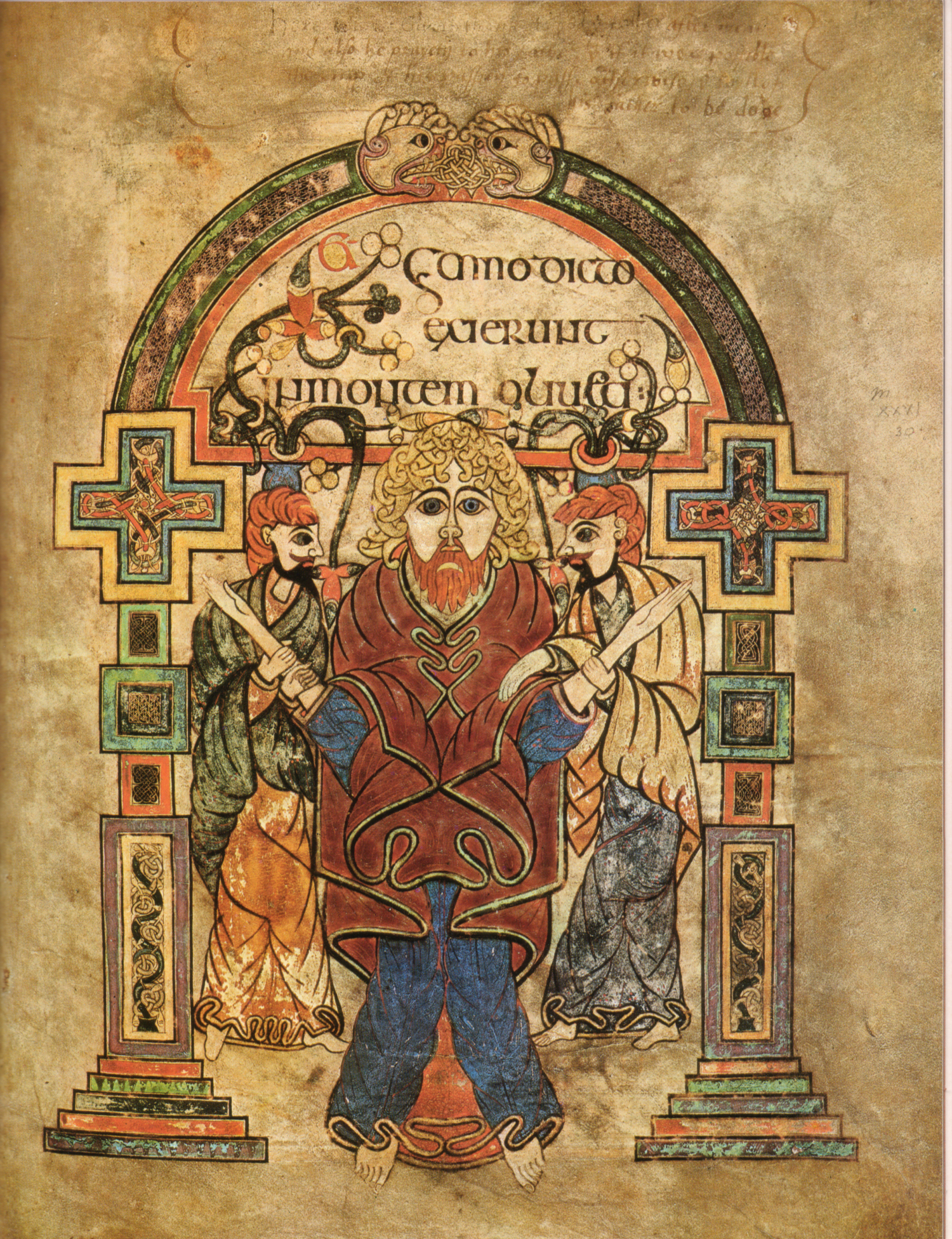
الاعتقال كما هو موضح في كتاب كلس ، ج. 800
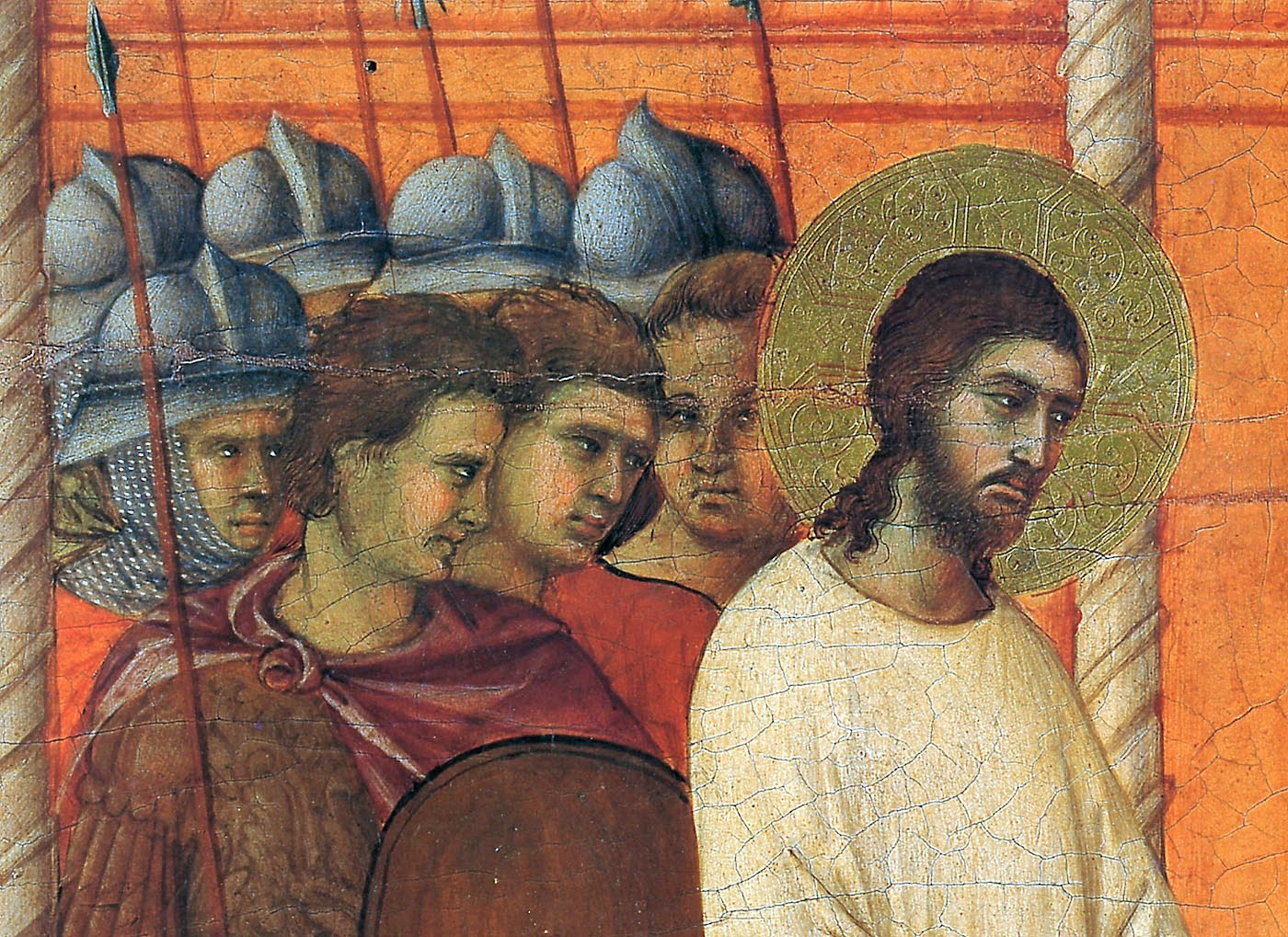
من Maestà التي كتبها دوتشيو ، 1308-1311
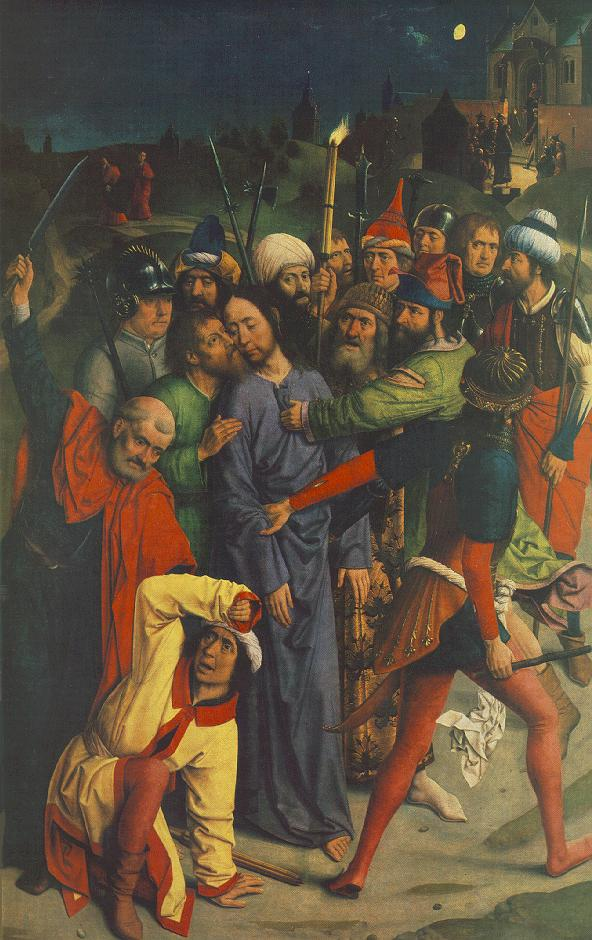
ديريك بوتس ، ج. 1450-1460
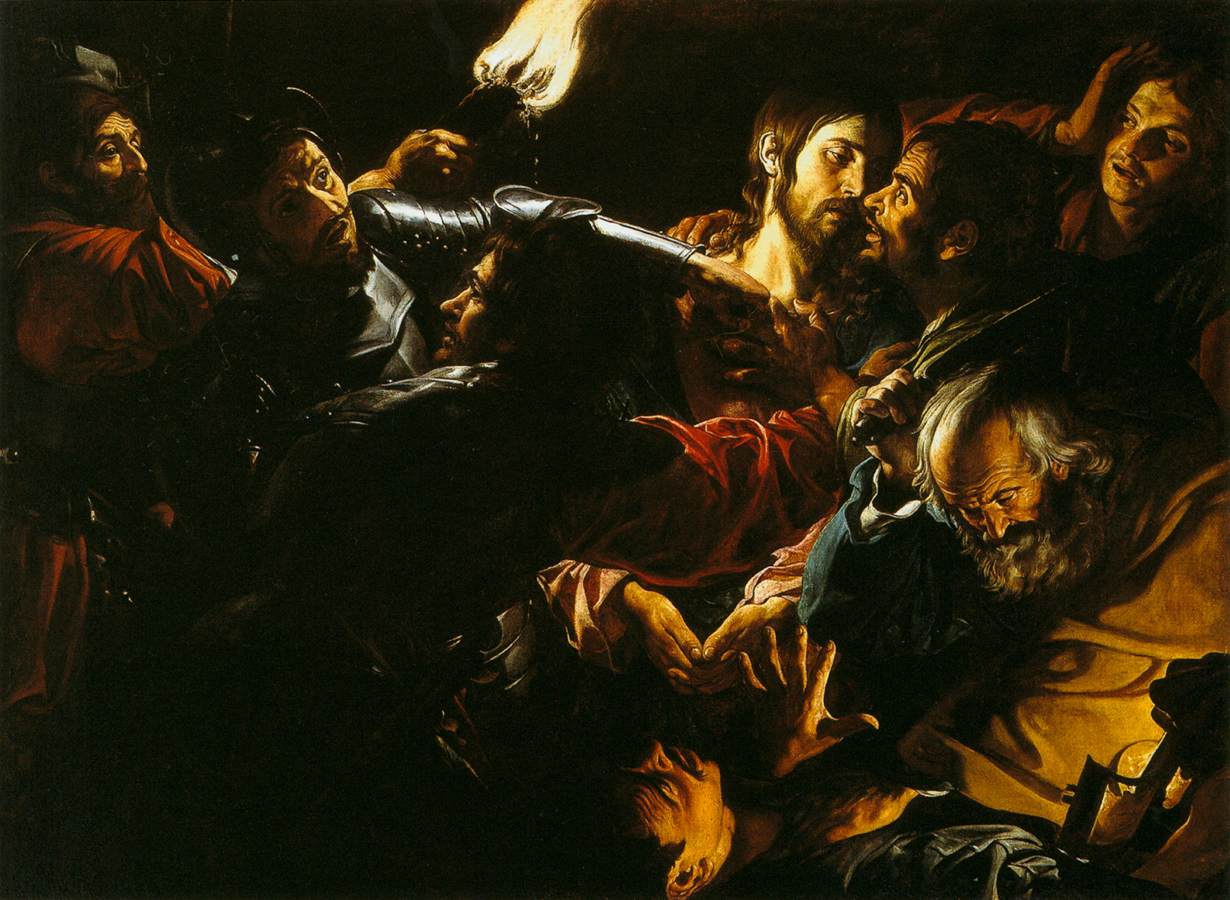
أخذ المسيح من قبل جيرارد دوفيت  [لغات أخرى]‏ ، ج. 1620